# Museo diocesano di Oppido Mamertina
Il Museo diocesano di Oppido Mamertina è il museo del patrimonio artistico della diocesi di Oppido Mamertina-Palmi.

## Storia
Il museo fu fondato nel 2003 per volere del vescovo Luciano Bux su progetto dell'ingegnere Paolo Martino, ospita molti oggetti di Arte sacra di particolare interesse Storico-artistico, che testimoniano la millenaria storia della diocesi di Oppido e dei suoi vescovi. È allestito in una porzione al piano terra del grande Palazzo Episcopale adiacente alla Cattedrale di Oppido Mamertina.

## Opere
Nel museo sono esposti pregevoli dipinti, sculture, suppellettili liturgiche e paramenti sacri, databili dal XV all'inizio del XX secolo, tra questi:
- Statua in marmo di San Sebastiano (XV secolo), di Benedetto da Maiano, visitata ed attenzionata nel 2014 dal critico d'arte Vittorio Sgarbi[2]. L'opera è stata richiesta dal Museo del Luovre di Parigi per essere esposta  nell'ambito della mostra dedicata alla scultura italiana del Rinascimento "il corpo e l'anima da Donatello a Michelangelo" dal 22 ottobre 2020 al 18 gennaio 2021 e successivamente è stata richiesta ed esposta al Museo del Castello Sforzesco di Milano a maggio-giugno 2021[3].
- Due statue in marmo raffiguranti la Speranza e la Carità (XIX secolo)
- Tabernacolo in marmo (XVI secolo), di scuola messinese
- Pianete  e stole vescovili del 1700 in raso ricamato
- Ostensori raggiati (XIX secolo), di bottega orafa napoletana
- Pisside del vescovo Francesco Maria Coppola